# Walter Groth (Tiermediziner)
Walter Ludwig Groth (* 13. November 1921 in Saarbrücken; † 17. September 1989 in Freising-Hohenbachern) war ein deutscher Tiermediziner. Er wirkte zuletzt als ordentlicher Professor für Tierhygiene und Nutztierkunde.

## Leben
Walter Groth wurde als Sohn von Gabriele Groth, geborener Büngeler, und des Bonner Beamten  Engelhardt Groth geboren. Nach dem Abitur wurde er zur Wehrmacht eingezogen und nahm am Zweiten Weltkrieg als Artillerist teil, ab Oktober 1920 im Rang eines Leutnants der Reserve. Er wurde mehrfach und schwer verwundet. Als Kriegsauszeichnungen erhielt er das Eiserne Kreuz I. und II. Klasse, das Sturmabzeichen und das Verwundetenabzeichen in Silber. Im September 1945 aus britischer Kriegsgefangenschaft entlassen, begann er zum Wintersemester 1945/46 an der Tierärztlichen Hochschule Hannover das Studium der Veterinärmedizin. 1946 wurde er Mitglied des Corps Normannia Hannover. Im Juli 1950 erhielt er die tierärztliche Approbation. Nach einem Praktikum an der Rinderklinik der Tierärztlichen Hochschule Hannover wurde er dort im Juni 1951 zum Dr. med. vet. promoviert. 
Nach der Promotion war Groth Assistent in Tierarztpraxen in Westerstede und Süderbrarup sowie praktischer Tierarzt in Niederstein im Landkreis Fritzlar-Homberg, bevor er im Oktober 1952 als wissenschaftlicher Assistent an das Pathologische Institut der Tierärztlichen Hochschule Hannover ging. 1954 wurde er Veterinärpathologe am Gewerbe-hygienisch-pharmakologischen Institut der BASF in Ludwigshafen am Rhein. 1955 wechselte er als wissenschaftlicher Assistent an das Institut für Anatomie und Physiologie der Haustiere der Universität Bonn, wo er sich 1959 habilitierte. Er wurde im selben Jahr Privatdozent an der Landwirtschaftlichen Fakultät, anschließend Wissenschaftlicher Rat und Professor für Anatomie und Physiologie der Haustiere an der Universität Bonn. Er wurde an die Fakultät für Landwirtschaft und Gartenbau der Technischen Universität München in Weihenstephan berufen, wo er von 1966 bis zu seinem Tod Ordinarius und Direktor des Lehrstuhls für Tierhygiene und Nutztierkunde war.
Groth publizierte über Themen der Anatomie und Pathologie der Haustiere und zu Aspekten der Gesundheit der Haustierhaltung. Er war Mitglied der Deutschen Gesellschaft für Pathologie und der Deutschen Veterinärmedizinischen Gesellschaft.
Walter Groth war evangelisch, ab 1951 verheiratet mit Christa-Maria Groth, geborener Pape, und hatte die zwei Töchter Ulrike und Cornelia. Er lebte und starb in Freising-Hohenbachern.

## Schriften
- Untersuchungen über den Feinbau einiger Stammganglien des Großhirns beim Pferd, 1951 (Dissertation)
- Histologisch-physiologische Untersuchungen an endokrinen Drüsen und am Magen-Darm-Kanal im Hinblick auf den Wirkungsmechanismus der Antibiotikafütterung beim Tier, 1959 (Habilitationsschrift)
- Die Schilddrüse. In: Handbuch der speziellen pathologischen Anatomie der Haustiere, Band III, 1962.
- Zur Differenzierung der Wirkung eines Mangels an Calcium, Phosphor oder Vitamin D auf Knochen, Blut und innersekretorische Drüsen des Hühnerkükens. In: Zentralblatt für Veterinärmedizin, Reihe A, Band 13, Heft 4, Juni 1966, S. 302–319. (zusammen mit H. Frey)
- Der Einfluss des Stallklimas auf die Gesundheit und Leistung von Rind und Schwein. In: Zentralblatt für Veterinärmedizin, Reihe B, Band 31, 1984, S. 561–584
- Untersuchungen über Haltungs- und Hygieneverhältnis in bayerischen Pferdebeständen, 1. Mitteilung: Stallgebäude und Haltungssysteme. In: Züchtungskunde, Band 56, 1984, S. 199–208. 2. Mitteilung: Hygienemaßnahmen und Stallklima. In: Züchtungskunde, Band 56, 1984, S. 209–218. (zusammen mit U. Jussen und M. Zeiler)
- Einfluss der Ladedichte beim Transport von Schlachtscheinen auf Belastungsreaktionen und die Fleischqualität bei einem Platzangebot von 0,45 sowie 0,5 m, 1987
- Tagungsbericht: 10. Weihenstephaner Tagung über "Moderne Haltungssysteme und Tiergesundheit" am 1. Oktober 1987, 1988 (Herausgeber)
- Haltungsbedingte Gesundheitsstörungen in der Rindermast. In: Der Tierzüchter, Band 40, 1988, S. 437–439.
- Technopathien beim Rind. In: Handlexikon der tierärztlichen Praxis, Band I-IV, Ergänzung 184, 1988, S. 818–818i.